# Championnat de Chypre de football 1950-1951
Navigation
Saison précédente Saison suivante
La saison 1950-1951 du Championnat de Chypre de football était la 14e édition officielle du championnat de première division à Chypre. Les huit meilleurs clubs du pays se retrouvent au sein d'une poule unique, la Cypriot First Division, où ils s'affrontent deux fois, à domicile et à l'extérieur.
C'est le Çetinkaya Türk SK qui remporte le titre en terminant en tête du championnat. C'est le tout premier titre national de son histoire et le seul au niveau du championnat de Chypre puisque le club rejoindra le championnat de Chypre du Nord à partir de 1955.

## Les 8 clubs participants
| - APOEL Nicosie - Çetinkaya Türk SK - AEL Limassol - Olympiakos Nicosie | - AYMA Nicosie - EPA Larnaca - Pezoporikos Larnaca - Anorthosis Famagouste |

## Compétition

### Classement
Le barème utilisé pour établir le classement est le suivant :
- Victoire : 2 points
- Match nul : 1 point
- Défaite : 0 point

| Rang | Équipe                  | Pts | J  | G | N | P | Bp | Bc | Diff |
| ---- | ----------------------- | --- | -- | - | - | - | -- | -- | ---- |
| 1    | Çetinkaya Türk SK       | 20  | 14 | 8 | 4 | 2 | 36 | 26 | +10  |
| 2    | APOEL Nicosie C         | 18  | 14 | 6 | 6 | 2 | 38 | 21 | +17  |
| 3    | Anorthosis Famagouste T | 17  | 14 | 6 | 5 | 3 | 31 | 24 | +7   |
| 4    | Pezoporikos Larnaca     | 14  | 14 | 5 | 4 | 5 | 30 | 28 | +2   |
| 5    | EPA Larnaca             | 14  | 14 | 6 | 2 | 6 | 31 | 32 | -1   |
| 6    | AEL Limassol            | 11  | 14 | 5 | 1 | 8 | 33 | 36 | -3   |
| 7    | AYMA Nicosie            | 9   | 14 | 4 | 1 | 9 | 25 | 40 | -15  |
| 8    | Olympiakos Nicosie      | 9   | 14 | 2 | 5 | 7 | 22 | 39 | -17  |

|  | Vainqueur du championnat de Chypre 1950-1951                                           |
|  | T : Tenant du titre C : Vainqueur de la Coupe de Chypre P : Promu de deuxième division |

## Bilan de la saison
| Championnat de Chypre de football 1950-1951 |                               |
| Champion                                    | Çetinkaya Türk SK (1er titre) |
| Coupes et trophées                          |                               |
| Vainqueur de la Coupe de Chypre 1950-1951   | APOEL Nicosie                 |
| Promotions et relégations                   |                               |
| Promus en Cypriot First Division            | Aucun                         |
| Relégués en Cypriot Second Division         | Aucun                         |